# اسلام‌آباد (وردشت)
اسلام‌آباد یک روستا در ایران است که در دهستان وردشت شهرستان سمیرم در استان اصفهان واقع شده‌است. اسلام‌آباد ۱۴۳ نفر جمعیت دارد.

## جمعیت
این روستا در بخش مرکزی شهرستان سمیرم قرار دارد و براساس سرشماری مرکز آمار ایران در سال ۱۳۸۵، جمعیت آن ۱۴۳ نفر (۳۰ خانوار) بوده‌است.